# La Fille de papier
 (février 2020).
Si vous disposez d'ouvrages ou d'articles de référence ou si vous connaissez des sites web de qualité traitant du thème abordé ici, merci de compléter l'article en donnant les références utiles à sa vérifiabilité et en les liant à la section « Notes et références ».
La Fille de papier est un roman de Guillaume Musso publié le 1er avril 2010 chez l’éditeur XO éditions. Ce roman constitue la 8e parution de cet auteur (Pocket [no 14671]). Il a été vendu près d’un million d’exemplaires de ce livre qui se situe à mi-chemin entre la réalité et le fantastique.

## Description des personnages
(février 2020).
- Si vous ne connaissez pas le sujet, laissez ce bandeau (vous pouvez alors contacter les auteurs).
- Si vous supprimez le contenu mis en cause (vous pouvez préalablement contacter les auteurs),

argumentez précisément cette suppression dans la page de discussion
(un manque de référence n'est pas un argument ; une recherche réelle de référence doit avoir été effectuée, être formellement documentée).

### Tom Boyd
Il est l’auteur de la Trilogie des anges. Cet auteur en manque d’inspiration voit Aurore, la femme qu’il aime le quitter, alors que le troisième volet de sa trilogie est attendu avec impatience par ses lecteurs. De plus, il se voit accablé chaque jour par des journalistes qui ne cessent de relever ses faiblesses (drogue, alcool, arrestation…)
Sans compter le côté froid et obscur qui définit Tom au premier abord, on retrouve en ce personnage un ami dévoué, loyal et doté d’une sincérité profonde. Tom ne recule devant rien lorsqu’il s’agit de s’allouer aux personnes qu’il affectionne. Avec les femmes, on retrouve en celui-ci quelqu’un d’entier et passionné. Ce côté retrouve également au travers de sa passion : l’écriture. A laquelle il se dévoue totalement. 
Déroutant et attachant, cet auteur va faire une rencontre inattendue et inespérée qui va changer à tout jamais le cours de sa vie.

### Milo Lombardo
Milo est un personnage dont le passé est le plus douloureux. Né d’un père mexicain et d’une mère irlandaise, il intègre à l’âge de douze ans le MS-13, un gang réputé comme très violent. Pendant ces années, il vend de la drogue, vole des voitures, braque des commerçants et participe à du trafic d’armes. Mais grâce à ses amis Carole et Tom, il se verra finalement sortir de ce calvaire. Il doit avant tout sa réussite à sa propre intelligence, car il va s’improviser lui-même agent de son ami écrivain (Tom). Grâce à sa volonté, il parviendra à son tour à aider son ami et à lui façonner une carrière d’auteur de « best-seller ».

### Carole Alvarez
Carole est un personnage attachant dotée d’un passé lourd. Ayant subi des abus de la part de son beau-père lorsqu’elle était plus jeune, elle a également dû affronter le meurtre de celui-ci à l’âge de quinze ans. Forcée de vivre dans un ghetto de banlieue, elle s’est vu enchaîner les difficultés. Forte d’esprit et de caractère, Carole a tout mis en œuvre pour s’en sortir et surmonter les épreuves qu’elle rencontrait. 
Au moment de l’histoire, elle occupe le poste de « détective » pour la police de Los Angeles. Proche de Milo et Tom, elle partage ses lourds secrets avec Tom, qu’elle finira également par révéler à Milo, ce dernier faisant preuve d’une certaine jalousie à l’égard de la relation entre elle et Tom. Elle se mariera avec Milo et fondera une famille avec lui.

### Billie Donnelly
Présentée comme l’héroïne du roman de Tom, cette jeune fille est présente pour redonner l’inspiration à un homme abattu et déçu par l’amour. Elle jouera un rôle majeur dans la vie de Tom.

## Livre audio
Ce roman a été adapté sous forme de livre audio : 
Guillaume Musso (auteur) et Marc Weiss (narrateur), La Fille de Papier, Paris, Audiolib, 15 avril 2015

### Supports
- Livre audio 1 CD MP3 – 687 Mo – Durée 10 h 0 (EAN physique : 9782356418531)
- Audionumérique – Durée 10 h 0 (EAN numérique : 9782356419163)

## Éditions imprimées
- Guillaume Musso, La Fille de papier, Paris, XO éditions, 1er avril 2010, 378 p.  (ISBN 978-2845-634572).
- Guillaume Musso, La Fille de papier, Paris, Pocket, 3 novembre 2013, 608 p.  (ISBN 978-2-266-24578-4)